# Gouvernement Frère-Orban I

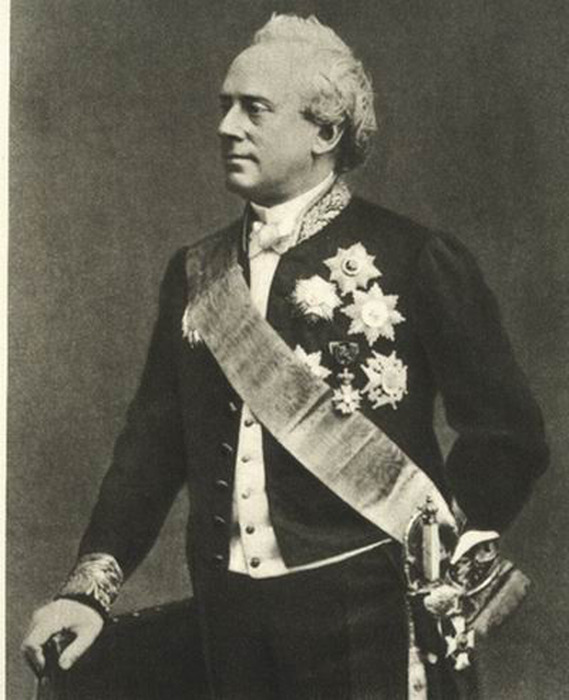
Walthère Frère-Orban (1812-1896), homme politique et homme d'État libéral belge ; Premier ministre belge de 1868 à 1870 et de 1878 à 1884.

Du 3 janvier 1868 au 16 juin 1870, la Belgique fut gouvernée par le gouvernement Frère-Orban I. Il s'agissait d'un gouvernement libéral ayant à sa tête Walthère Frère-Orban. Ce dernier était également ministre des finances.

## Contexte historique
Depuis l'indépendance de la Belgique en 1830, deux partis politiques dominent le pays, le Parti catholique et le Parti libéral. Il faut attendre 1846 pour que le Parti libéral établisse son programme, lors d'un congrès fondateur à l'hôtel de ville de Bruxelles. Les libéraux avaient pour ambition d'établir un programme qui reflétait les principales préoccupations de la bourgeoisie censitaire de l'époque. Celle-ci souhaitait le respect de la liberté en matière morale, sociale et économique. Elle réclamait, entre autres, l'indépendance du pouvoir civil et la laïcité de l'État. Selon elle, l'Église devait être séparée de l'État mais la liberté religieuse devait être respectée sans pour autant qu'elle conduise à un quelconque privilège. En 1848, les libéraux adoptèrent une loi qui visait à abaisser le cens dans les grandes villes. Cette loi a permis au Parti libéral de recueillir beaucoup plus d'électeurs. Dorénavant on compte 60 à 70 % de libéraux au sein de l’assemblée contre 50% de libéraux à la Chambre auparavant. Ainsi, cela a permis la composition d'un gouvernement libéral homogène ayant pour figure emblématique nul autre que Walthère Frère-Orban. À partir de 1848, le parti libéral décroche régulièrement la majorité absolue aux élections générales.
En 1857, la Belgique est gouvernée par le gouvernement Rogier II. Le gouvernement est composé de façon suivante : Charles Rogier est ministre de l'intérieur. Walthère Frère-Orban, quant à lui, est ministre des finances. Adophe de Vrièvre est ministre des affaires étrangères, Victor Tesch est ministre de la justice. Joseph Partoes est ministre des travaux publics et Édouard Berten est ministre de la guerre. Charles Rogier a ainsi formé le second ministère libéral mais, en réalité il n'exerçait qu'une présidence nominale. Walthère Frère-Orban exerçait davantage le rôle de chef du gouvernement. Plusieurs conflits de compétences éclatèrent entre Charles Rogier et Frère-Orban. En 1867, les rapports tendus entre les deux ministres se sont aggravés à la suite de plusieurs affaires. En 1867, les divergences entre Charles Rogier et Walthère Frère-Orban provoquèrent la retraite de Charles Rogier et le remaniement complet de son gouvernement. Léopold II est forcé de constater les désaccords entre les deux hommes. Il décide alors de charger Walthère Frère-Orban de reconstituer un nouveau gouvernement dont il aura la direction et qui succédera ainsi au gouvernement Rogier II.

## Formation du gouvernement
Le Gouvernement Frère-Orban de 1868 est composé de six ministres. Parmi eux, cinq issus du parti libéral et un, non parlementaire, général dans les forces armées, Bruno Renard, ministre de la guerre.
| Ministère                        | Nom et événements majeurs | Parti             |
| Ministre des Affaires étrangères | Jules-Edmond Vander Stichelen : Docteur en droit, il est membre du gouvernement Rogier en tant que ministre des travaux publics avant de devenir ministre des affaires étrangères dans le gouvernement Frère-Orban. Durant cette période, Il fut notamment chargé de traiter avec la France concernant l'affaire de la Compagnie de L’Est. Il quittera son rôle de ministre en 1870. | Libéral           |
| Ministre de l'Intérieur          | Eudore Pirmez : Docteur en droit, il est ministre de l'Intérieur dans le gouvernement de Frère-Orban entre 1868 et 1870. En 1869, se plaçant en défenseur des libertés, il déposa un projet de loi proposant de rendre facultatif le livret d'ouvrier. Il fut l'objet de critiques pour sa gestion de la grève des travailleurs de Cockerill. | Libéral           |
| Ministre de la Justice           | Jules Bara : Ministre de la justice depuis 1865 succédant ainsi à Tesch. Il s'oppose fermement à la peine de mort et en 1866, il dépose un projet de loi visant à interdire celle-ci. Ce projet n'aboutira pas. En 1867, il propose un nouveau code pénal ainsi qu'une modification du code civil visant la suppression de l'article 1781 duquel il disait qu'il "dépouille des garanties ordinaires les citoyens qui en ont le plus besoin". | Libéral           |
| Ministre des Finances            | Walthère Frère-Orban: Docteur en droit, il fait ses études en Belgique avant de partir en France pour enfin venir passer son doctorat à l'université de Louvain. Il est conseiller communal de la ville de Liège en 1840. Il crée en 1845 l'Association libérale. En 1846 sa popularité grandit et cela l'amène à être appelé par Charles Rogier en 1847 pour faire partie de son gouvernement. Walthère Frère-Orban commence en tant que ministre des travaux publics jusqu'en 1848 pour poursuivre en tant que ministre des finances, ministère qu'il conservera jusqu'en 1870. Walthère Frère-Orban forme son gouvernement qui sera au pouvoir de 1868 jusqu'en 1870. Il s'ensuit des gouvernements catholiques jusqu'en 1878. Cette année-là, un deuxième gouvernement Frère-Orban voit le jour, le gouvernement Frère-Orban II, qui durera jusqu’en 1884. Durant ces années au sein de plusieurs gouvernements, il participera à un grand nombre de réformes, comprenant, notamment, la loi relative aux chemins de fer de 1869, la loi sur le temporel des cultes de 1870 ou, encore, la loi des réformes des écoles de 1879. | Libéral           |
| Ministre des Travaux publics     | Alexandre Jamar: Membre du Parti libéral, Il est élu au Parlement en 1859. En 1866, il remplace Jules-Edmond Vander Stichelen en prenant la tête du ministère des travaux publics. Une de ses principales réformes est la baisse des tarifs ferroviaires pour les ouvriers. Il permet par cette réforme d'offrir plus de mobilité aux ouvriers et par conséquent de désengorger les logements dans les villes. | Libéral           |
| Ministre de la Guerre            | Bruno Renard : Militaire et écrivain, il fait ses études à Gand avant d'entrer dans l'armée où il fera plusieurs hauts faits. C'est en 1868 qu'il est nommé ministre de la guerre. Il devient ainsi le commandant en chef des armées et contribuera à augmenter le nombre d'hommes dans l'armée ainsi qu'à améliorer l'infanterie. | Non-parlementaire |

## Réformes
Tout au long de son institution au pouvoir, le gouvernement Frère-Orban va initier plusieurs réformes.

### La loi relative aux chemins de fer du 25 février 1869
La loi du 25 février 1869 intervient dans un contexte de peur né d’une volonté de la France d'imposer sa gouvernance économique sur le territoire Belge. Napoléon III appuya la Compagnie des chemins de fer de l'Est, pour le rachat des réseaux du Grand Luxembourg et du Liégeois-Luxembourg. La Compagnie de L’Est s’appropria une grande partie du réseau des chemins de fer du sud de la Belgique. Afin d’éviter une perte du contrôle économique sur cette partie du pays, Frère-Orban fit voter la loi du 25 février 1869 autorisant l’État Belge à utiliser le réseau des chemins de fer du territoire belge même si une partie de ce réseau est également utilisée par la Compagnie de l'Est et « outre à son opposition ». Grâce à cette loi, il réussit à éloigner les envies que Paris cultivait à l'égard de la Belgique.

### Loi sur le temporel des cultes du 4 mars 1870
Cette loi est encore en vigueur aujourd’hui (bien que modifiée plusieurs fois). Elle vient légiférer sur l’allocation du budget public destiné aux différentes fabriques ou aux différents conseils d’administration des cultes. Aujourd’hui, l’allocation du budget public des cultes est une compétence régionalisée. Les différents articles de la loi prévoient un financement public de la part des régions aux différents cultes reconnus. Cette loi permet la reconnaissance des différents cultes par l’État.

### «Loi de malheur» de 1879
Cette loi est votée par le gouvernement Frère-Orban II qui sera au pouvoir de 1878 à 1884. En 1879, le gouvernement prend la décision de faire voter cette loi qui oblige la création d’écoles laïques dans chaque commune. Ceci intervient dans le contexte de la première guerre scolaire.
En plus de créer des écoles laïques, les cours de morale remplaceront les cours de religion. Ces derniers ne seront pas interdis mais devront être dispensés en dehors des heures de cours réglementaires. Jules Malou, leader de l'opposition catholique, qualifiera cette loi de "loi de guerre, de division et de malheur".

## Dissolution du gouvernement
De 1868 à 1870, Walthère Frère-Orban poursuivit une politique extrêmement vigilante dans tous les domaines. Il veillait à ne pas mécontenter son parti. En 1869, il ne soutint pas les mesures visant à réglementer le travail des femmes et des enfants dans les mines et les manufactures. Durant cette période, on lui reprocha de ne pas avoir autant œuvré que les années précédentes sous le gouvernement Rogier II. Il fut obligé de réagir face au danger que courait la Belgique lors de la crise des chemins de fer de 1869.
Les élections de juin 1870 réduisirent la majorité libérale à deux voix. Frère-Orban décida de se retirer, estimant ne plus pouvoir gouverner dans ces conditions. La date du 16 juin 1870 signe officiellement la fin du gouvernement Frère-Orban I. Pendant huit ans Walthère Frère-Orban se mit en retrait de la vie politique. En 1878 de nouvelles élections eurent lieu. Ces élections donnèrent naissance à un gouvernement dirigé une nouvelle fois par Walthère Frère-Orban : Gouvernement Frère-Orban II.